# De ambassadeurs
De ambassadeurs, ook wel De Franse gezanten (Engelse titel: The Ambassadors) is een schilderij van de Duitse kunstschilder Hans Holbein de Jonge, gedateerd 1533, olieverf op paneel, 207 × 209 centimeter groot. Het is een groot dubbelportret. Het schilderij heeft in eerste instantie, tot 1563, gehangen in het kasteel van Jean de Dinteville: Château de Polisy. Het werk bevindt zich sinds 1890 in de collectie van de National Gallery te Londen.

## Context
Holbein portretteert in De ambassadeurs twee mannen in vol ornaat. Links staat Jean de Dinteville, de 29-jarige Franse ambassadeur in Londen, rechts staat diens vriend Georges de Selve, de 25-jarige bisschop van Laveur, die ook diplomatieke taken uitvoerde voor koning Frans I. De mannen lijken naar hedendaagse begrippen ouder. In de zestiende eeuw was de levensverwachting nog aanzienlijk lager dan nu en bekleedden mannen al vaak op jonge leeftijd hoge posten.
Beide mannen waren in 1531 en 1533 in Londen om de mogelijkheden te bespreken van een huwelijk om dynastieke redenen tussen Hendrik VIII en een prinses van het Franse hof. De paus moest dan wel toestemming verlenen voor de ontbinding van het huwelijk met Catharina van Aragon, die hem geen zoon wist te schenken.

## Afbeelding

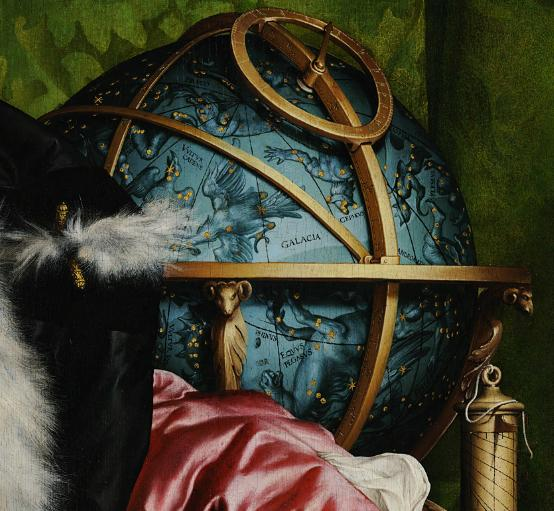
Globe met sterrenbeelden

De ambassadeurs geldt als een van de meest iconische portretten uit de hoogrenaissance. Typerend is het vierkante formaat, dat het beginpunt vormt voor een afgewogen compositie. De twee mannen staan opvallend van elkaar verwijderd en vormen als het ware een kader binnen het schilderij. Rechts en links worden de boven- en onderkant verbonden door verticalen en horizontalen, waarbij een beperkt aantal diagonalen een element van ontspanning bieden. Tal van voorwerpen staan op een tweetal kastplanken, waarvan de bovenste bedekt is met een Oosters tapijt. Ze voegen zich naadloos in deze overkoepelende structuur. Stuk voor stuk zijn ze buitengewoon minutieus geschilderd en geladen met een specifieke symboliek die iets prijs geeft van de interesses en voorkeuren van de geportretteerden.

### Geometrische en astronomische voorwerpen
Veel objecten die in De ambassadeurs zijn opgenomen hebben te maken met geometrie en astronomie; de gemeenschappelijke interesses van beide mannen. Zo zien we onder andere een hemelglobe, een kleinere wereldbol, een torquetum, meerdere zonnewijzers, kwadranten, meetlatten, lengtemeters en een kompas, alsook een wiskundeboek van Petrus Apianus. Tegenwoordig zouden deze attributen niet meer geassocieerd worden met het diplomatenleven maar in die tijd gaf het aan dat het hier mannen van de wereld betrof, in de zin van een uomo universale.

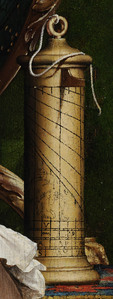
Tijdstok
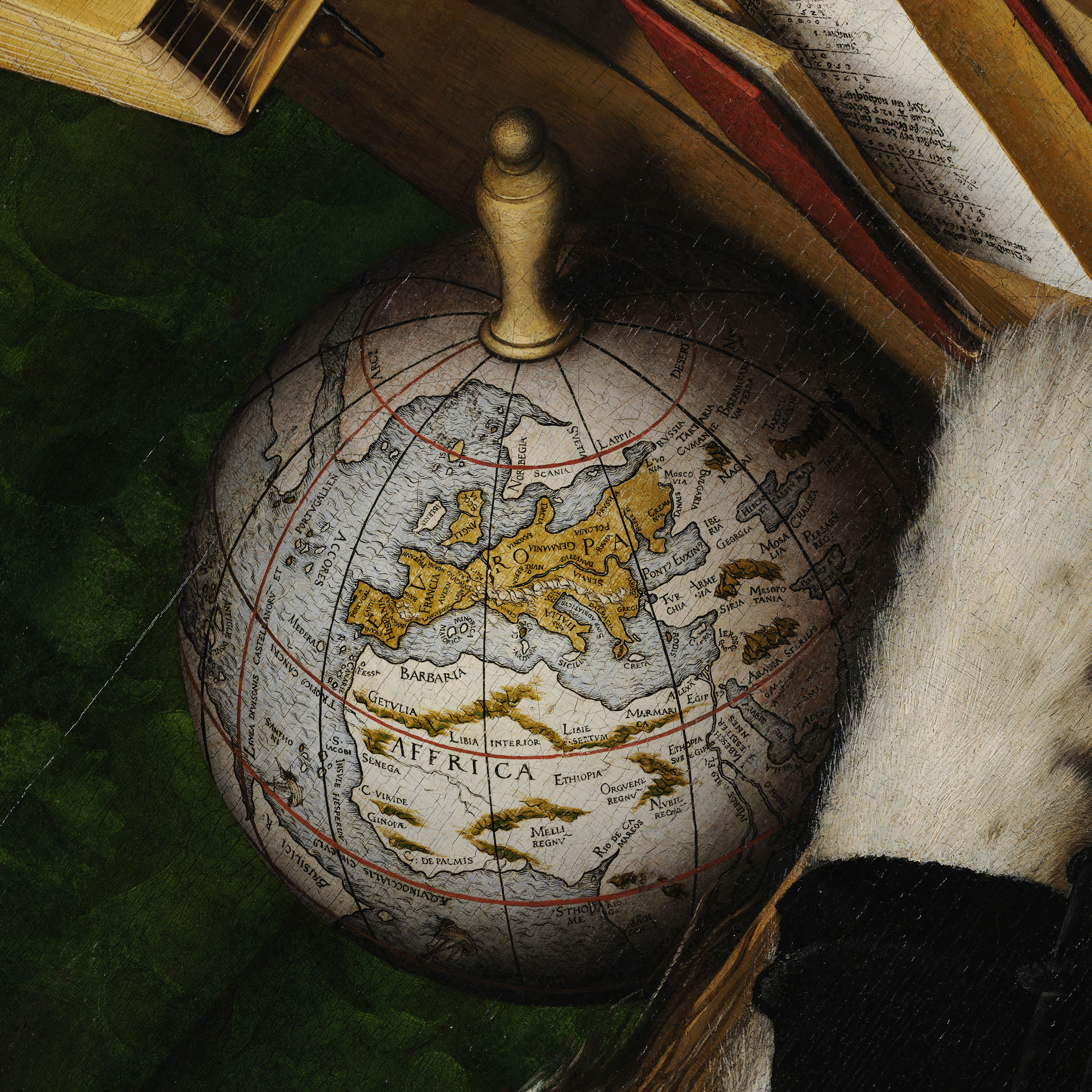
wereldbol
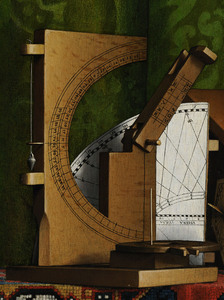
Equinoxwijzer
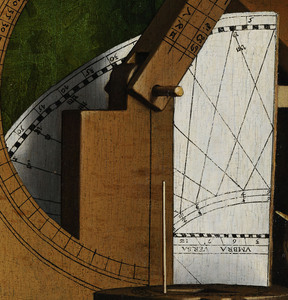
Kwadrant
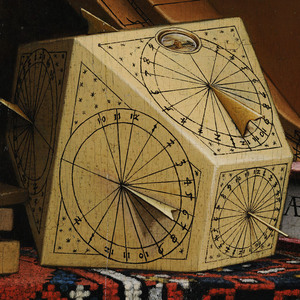
Polyhedrale zonnewijzer
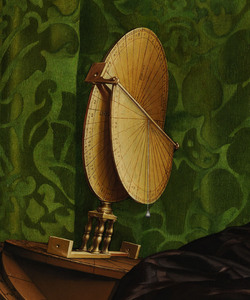
Torquetum
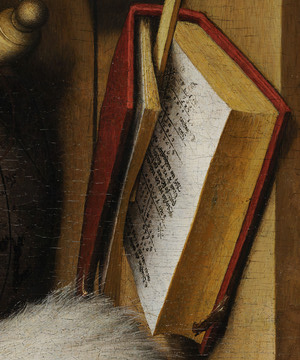
Petrus Apianus' wiskundeboek

Twee instrumenten op de bovenste plank tonen de exacte tijd waarop het schilderij werd voltooid: 11 april 1533, Goede Vrijdag, 10:30 uur. De tijd is stilgezet en onderstreept op paradoxale wijze het gegeven dat de tijd voortschrijdt en de ouderdom nadert. Wereldse zaken zijn uiteindelijk van weinig belang.

### Vanitassymbolen
Andere voorwerpen in het portret wijzen op de dood en een memento mori. Op de voorgrond ligt een vreemd en moeilijk te duiden object; bij nadere beschouwing blijkt het een anamorfose van een schedel, als vanitas-symbool. Men vermoedt dat het schilderij bedoeld was om bovenaan een trap te hangen, aan de linkerkant, zodat de schedel herkenbaar was voor iemand die de trap op liep.
Linksboven is nog net een kruisbeeld zichtbaar, waarvan het kleine skeletachtige Jezusfiguurtje bijna bedekt wordt door het kostbare groene damast van het gordijn. Ook dit crucifix verwijst naar Goede Vrijdag. Dinteville draagt op zijn hoed een insigne versierd met een doodshoofd.

Anamorfose van een schedel
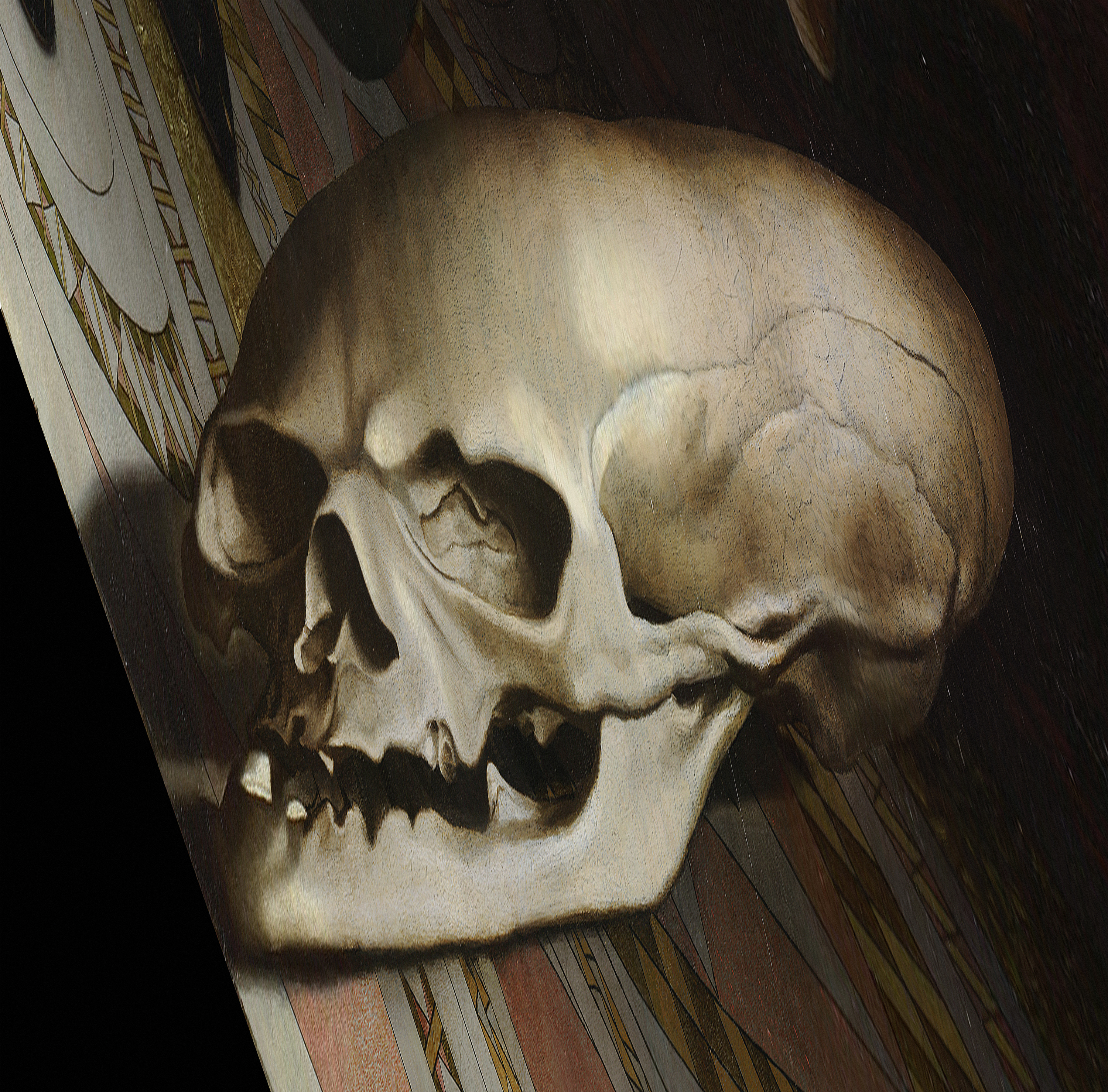
Terugdraaiing van de schedel
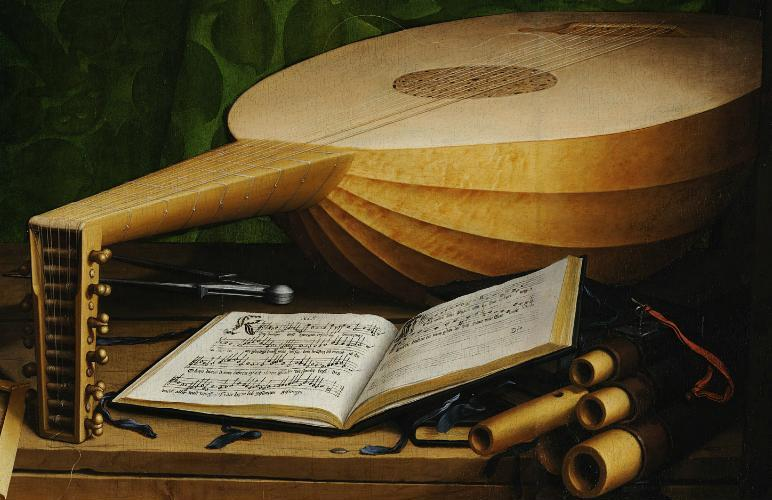
Luit met muziekboek
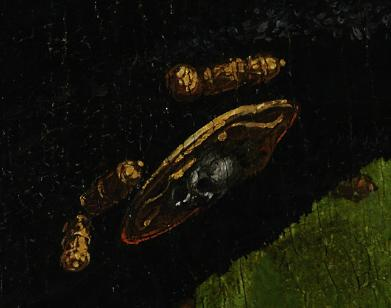
Broche met doodshoofd op de hoed van Dinteville
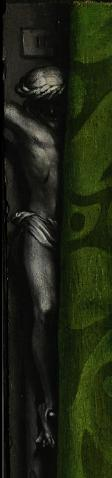
Kruis

De luit (Frans: luthe) is een woordspeling op Luther en de gesprongen snaar aan de luit wijst op de toenmalige godsdiensttwist tussen katholicisme en protestantisme. Het gezangenboek wijst op gezangen van Luther.

### Overige elementen
Tegelijkertijd tonen Dinteville en Selve aan mannen van de wereld te zijn, zelfbewust en welgesteld. Ze dragen weelderige, met bont afgezette mantels, passend bij hun status: een halflange voor de ambassadeur en een lange voor de bisschop. Dinteville houdt het heft van een dolk vast waarop zijn leeftijd (29) staat gegraveerd, de leeftijd van Selve (25) staat op het heft van het boek waarop hij leunt. Dinteville draagt de Orde van Sint-Michiel, een onderscheiding die slechts aan weinigen was voorbehouden. De vloermozaïek komt overeen met die van het koor in de Westminster Abbey, zoals die daar nog steeds te zien is. Het opengeslagen boek toont een uittreksel van Johann Walthers protestantse Geystliche Gesange (1524), dat als een verwijzing geldt voor de bemiddelingspositie die beide mannen hadden op godsdienstig vlak.

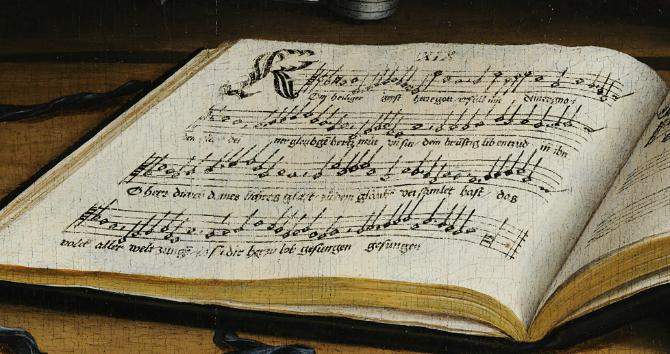
Pagina van het hymneboek van Walther
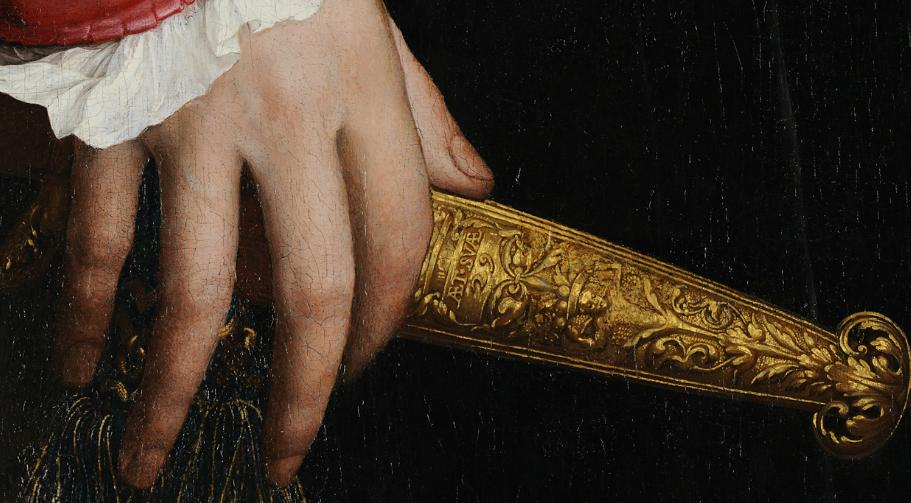
Dolk met Dintevilles leeftijd
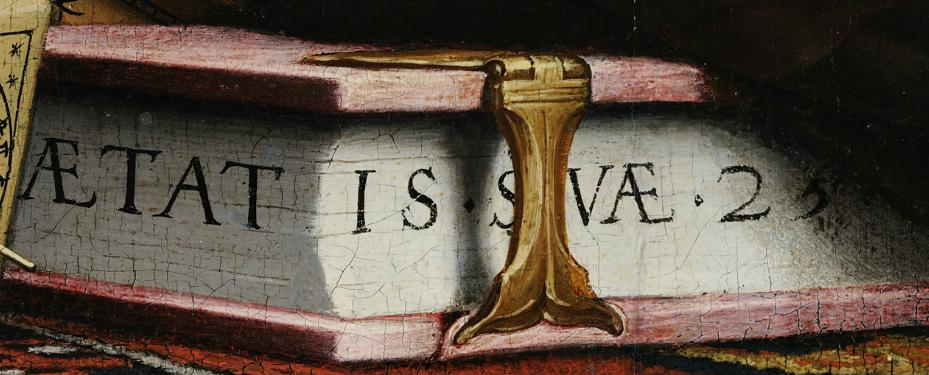
Boek met leeftijd van Selve
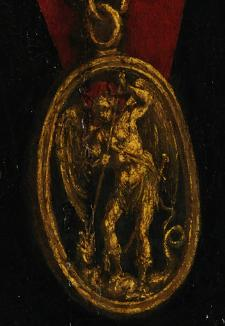
Orde van St. Michiel